# Badbaado FC
Der Badbaado Football Club ist ein somalischer Fußballklub mit Sitz in Mogadischu.

## Geschichte
Der Klub wurde im Jahr 1999 gegründet.
In der Saison 2010 nahm der Klub an der First Division teil, danach gelang zur Saison 2012 auch der Wiederaufstieg in diese. Nach dem Ende der Spielzeit stand man mit einem einzigen Punkt aber ganz unten auf der Tabelle und musste wieder absteigen.  Auch in der Saison 2012, erreichte man aber noch das Finale im somalischen Pokal, unterlag hier jedoch dem Banadir Sports Club mit 1:3.
Nach einer eher verhaltenen Saison 2013 in der Second Division, an dessen Ende man nicht noch einmal Abstieg, weil die erste Liga auf mehr Klubs vergrößert wurde. Gelang es am Ende der Spielzeit 2014 mit 31 Punkten als erster in der Tabelle wieder aufzusteigen. Zur Saison 2015/16 in der First Division nahm man nun den Namen Muqdisho FC an. Mit lediglich drei Punkten stieg man aber erneut direkt wieder ab.
In der Spielzeit 2019 taucht der Klub dann aber wieder mit dem alten Namen Badbaado in der Tabelle auf und erreichte hier mit 22 Punkten den fünften Platz. Zur Saison 2022 stieg der Klub nach einigen Spielzeiten Abstinenz dann wieder in die höchste Liga des Landes auf.